# Storhamar Håndball
Storhamar Håndball är en damhandbollsklubb från Hamar i Norge. Klubben är en del av idrotsföreningen Storhamar IL (bildad 1935) och spelar i Eliteserien.

## Kända spelare
- Izabela Duda (2006–2011)
- Anja Hammerseng-Edin (2008–2012)
- Elinore Johansson (2021–)
- Heidi Løke (2017–2019)
- Lise Løke (2008–2013)
- Chana Masson (2018–2019)
- Betina Riegelhuth (2016–)
- Kamilla Sundmoen (2002–2007, 2008–2018)
- Heidi Tjugum (2007–2010)
- Cassandra Tollbring (2020–2022)